# Dent de Perroc
Dent de Perroc är en bergstopp i Schweiz.   Den ligger i distriktet Hérens och kantonen Valais, i den södra delen av landet, 100 km söder om huvudstaden Bern. Toppen på Dent de Perroc är 3 676 meter över havet, eller 436 meter över den omgivande terrängen. Bredden vid basen är 4,9 km.
Terrängen runt Dent de Perroc är huvudsakligen mycket bergig. Närmaste större samhälle är Zermatt, 17,5 km öster om Dent de Perroc. 
Trakten runt Dent de Perroc består i huvudsak av gräsmarker. Runt Dent de Perroc är det mycket glesbefolkat, med 2 invånare per kvadratkilometer.